# I. Henrik leuveni gróf
I. Henrik (992/1000 körül – 1038. augusztus 5.) középkori nemesúr, a németalföldi Leuveni Grófság uralkodója 1015 - 1038 között.
Apja I. Lambert leuveni gróf, anyja Gerberga, Károly alsó-lotaringiai herceg lánya. Miután apja 1015-ben elesett a II. Gottfried alsó-lotaringiai herceg ellen Florennes közelében vívott csatában, Henrik örökölte a grófi címet. Feltehetően egy Leuven várában fogva tartott lovag ölte meg 1038-ban. Halála után fia, Ottó örökölte a grófi címet, aki csak rövid ideig, 1038–1040 között uralkodott, mielőtt nagybátyja, Henrik öccse, II. Lambert kisemmizte.

## Családja
Henrik feleségének neve nem ismert, összesen négy gyermekük született:
- Ottó (? – 1038/1040), apja halála után leuveni gróf
- Adelaide
- Kunigunda
- Adela

## Fordítás
- Ez a szócikk részben vagy egészben  a   Hendrik I van Leuven című holland Wikipédia-szócikk fordításán alapul.  Az eredeti cikk szerkesztőit annak laptörténete sorolja fel. Ez a jelzés csupán a megfogalmazás eredetét és a szerzői jogokat jelzi, nem szolgál a cikkben szereplő információk forrásmegjelöléseként.